# Seini
Seini (Szinérváralja en hongrois, Leuchtenburg en allemand) est une ville de Roumanie du județ de Maramureș, dans la région historique de Transylvanie.

## Géographie
Seini est une ville de la vallée du Someș, située à la limite du județ de Maramureș avec le județ de Satu Mare, à 26 km à l'ouest de Baia Mare et à 42 km de Satu Mare. L'altitude maximale de la commune est de 960 m dans sa partie nord, dans les monts Igniș (Munții ignișului).
La commune est constituée de la ville de Seini et des villages de Săbișa et Viile Apei.

## Histoire
La première mention de la ville date de 1490.
Seini a subi à deux reprises les invasions tatares, en 1677 et en 1717, et a été détruite à chaque fois, ce qui a incité les villageois à la rebâtir un peu plus dans les collines.
Elle a fait partie de l'Empire Austro-hongrois jusqu'en 1918 où elle a été attribuée à la Roumanie au Traité de Trianon. Elle faisait partie du comitat de Szatmár.
Pendant la période de l'entre-deux-guerres, Seini appartenait au județ de Satu Mare, et non à celui de Baia Mare comme aujourd'hui.
Seini a obtenu le titre de ville en 1988.

## Politique
Le Conseil Municipal de Seini compte 17 sièges de conseillers municipaux. À l'issue des élections municipales de juin 2008, Zamfir-Ștefan Adoreanu-Kraiger (PNL) a été élu maire de la Ville.
| Parti                                      | Nombre de conseillers |
| ------------------------------------------ | --------------------- |
| Parti national libéral (PNL)               | 8                     |
| Parti social-démocrate (PSD)               | 5                     |
| Union démocrate magyare de Roumanie (UDMR) | 3                     |
| Parti démocrate-libéral (PD-L)             | 1                     |

## Religions
En 2002, la répartition religieuse de la population s'établissait comme suit :
- Orthodoxes, 68,6 %.
- Catholiques romains, 7,3 %.
- Réformés, 12 %.
- Grecs-catholiques, 8,1 %.
- Baptistes, 1,6 %.

## Démographie
Le recensement de 1910 mentionne 3 257 Roumains (52,7 % de la population totale) et 2 859 Hongrois (46,3 %).
Le recensement de 1930 compte 4 031 Roumains (62,2 %), 1 785 Hongrois (27,6 %) et 611 Juifs (9,4 %), communauté qui a disparu pendant la Shoah.
En 2002, les chiffres donnent 8 175 Roumains (80,9 %) et 1 780 Hongrois (17,6 %).
La répartition de la population s'effectue comme suit :
- Seini : 8 492 habitants.
- Săbișa : 871 habitants.
- Viile Apei : 742 habitants.

| 1880  | 1900  | 1910  | 1930  | 1956  | 1977  | 1992  | 2002   | 2007   |
| ----- | ----- | ----- | ----- | ----- | ----- | ----- | ------ | ------ |
| 4 157 | 5 212 | 6 180 | 6 477 | 7 017 | 9 055 | 9 192 | 10 105 | 10 196 |

## Économie
L'économie de la ville est essentiellement basée sur l'agriculture et la transformation des produits agricoles. La commune dispose de 3 965 ha de terres agricoles et de 1 236 ha de forêts.

## Transports
Seini est placée sur la route nationale DN1C (Itinéraire européen E58) qui relie Dej à Satu Mare en passant par Baia Mare.
Elle possède également une gare ferroviaire sur la ligne Baia Mare-Satu Mare.